# Ernst Bäumler
Ernst Alois Bäumler (* 26. Januar 1926 in München; † 6. September 2006 ebenda) war ein deutscher Redakteur und Wissenschaftspublizist.
Nach dem Studium der Zeitungswissenschaft und Germanistik arbeitete Bäumler bis 1963 als Reporter, Redakteur und Kommentator für Tageszeitungen (u. a. Süddeutsche Zeitung), Hörfunk und Fernsehanstalten. Später war er als Direktor für Öffentlichkeitsarbeit bei der Hoechst AG tätig. Er war auch Präsident der Gesellschaft der Freunde Paul Ehrlichs.
Bäumler veröffentlichte zahlreiche Bücher über medizinische, wirtschaftliche und historische Themen. Für seine Arbeit wurde er mit dem Bundesverdienstkreuz geehrt.

## Veröffentlichungen
- Ein Jahrhundert Chemie. Econ-Verlag, 1963, 385 Seiten
- Das maßlose Molekül: Bilanz der internationalen Krebsforschung. Econ-Verlag, 1967, 355 Seiten
- Verschwörung in Schwabing: Lenins Begegnung mit Deutschland. Econ-Verlag, 1972, 274 Seiten
- Amors vergifteter Pfeil. Kulturgeschichte einer verschwiegenen Krankheit. (1.–10. Taus.) Hoffmann & Campe, 1976, 444 Seiten
- mit Dietmar Gericke: Paul Ehrlich: Forscher für d. Leben. Societäts-Verlag, 1979, 370 Seite, 35 Seiten
- Welt der Medien: ein Brevier für Führungskräfte. Hoechst AG, Abt. für Öffentlichkeitsarbeit, 1986, 487 Seiten
- Die Rotfabriker: Familiengeschichte eines Weltunternehmens 1988
- Farben, Formeln, Forscher: Hoechst und die Geschichte der industriellen Chemie in Deutschland. Piper, 1989, 543 Seiten
- Die grossen Medikamente: Forscher und ihre Entdeckungen schenken uns Leben. Lübbe, 1992, 488 Seiten
- Rolf Sammet: eine biografische Skizze. 239 Seiten
- Der Weg an die Spitze: 12 Karrieren in der Wirtschaft. Piper, 1995, 351 Seiten

## Ehrungen
- Bundesverdienstkreuz